# 飴色紅茶館歓談
『飴色紅茶館歓談』（あめいろこうちゃかんかんだん）は、藤枝雅の漫画作品。
一賽舎（現・一迅社）の『コミックZERO-SUM増刊WARD』2003年秋号に読み切りとして掲載され、後に『コミック百合姫』Vol.5（2006年夏号）の付録小冊子に再録された。翌号の『コミック百合姫』Vol.6（2006年秋号）より続編が連載開始。また、番外編「飴色紅茶館茶話」が2005年6月25日発売の一迅社アンソロジー・コミック『[es]〜エターナル・シスターズVOL. 2 乙女と乙女の恋するアンソロジー』 (ISBN 978-4-7580-0259-2) に掲載され、本の表紙も飾った（後に一迅社の月刊誌『月刊ComicREX』2007年2月号に再録）。

## あらすじ
「飴色紅茶館」は、犬飼芹穂が宝くじの賞金で開いた紅茶専門店。芹穂を慕って同店でアルバイトする琴織さらさは、ある日、芹穂の様子が少しおかしいことに気付く。そんな折、芹穂がさらさや紅茶館の常連であるさらさの友人たちに、七夕祭りをしようと相談を持ちかけて…。

## 登場人物
声優は「ことのはの巫女とことだまの魔女と」のドラマCD並びにコミック百合姫Vol.16（2009年春号）付録ドラマCD版。
また、登場人物の姓のほとんどは星座や恒星など天体に関する物が由来となっている。
琴織 さらさ（ことおり さらさ）
声：水樹奈々
17歳の女子高生。飴色紅茶館の元常連で、現アルバイト店員。ダークグレーのストレートヘアが特徴（調理時と40年後（57歳）はハーフアップに結っている）。店主である芹穂が好きになって居ついてしまった。きっちりとした性格で、生真面目で大人っぽく生徒たちから「クールレディ」と呼ばれることもあるが、やや感情的な一面もあり、感極まると泣き出すこともある。日乃夏からは「さらさん」と呼ばれている。
困っている人や動物を見ると放っておけず、拾ってきた犬猫を15匹以上飼育している（芹穂曰く「面倒見がいい」、ハル曰く「ほっとけない症候群」）。その性格から、おっとりしすぎている芹穂を助け、飴色紅茶館の屋台骨を支えるようになる。
旅行はあまり好きではない様子。将来的には飴色紅茶館専属のパティシエを目指しており、進路では紫野製菓学校に進学しようと考えている。
大のくすぐったがりで、度々ハルや日乃夏にくすぐられている。
姓の由来は琴座と織姫から。
犬飼 芹穂（いぬかい せりほ）
声：ゆかな
25歳、飴色紅茶館店主。宝くじで当てた賞金を元手に、紅茶にこだわった紅茶専門店を開店する。栗色のショートヘアが特徴（40年後（65歳）は伸びた髪をシュシュで束ねている）。おっとりした性格で経営は苦手なようだが、紅茶の腕前は一流。童顔な上に天然で可愛らしい所為か、年齢よりも若く見られることがある。菫曰く、「普段は大人しいのに想像もつかないとこに飛んでいくふわふわした子」のようで、学生時代に学園祭で突拍子もしないことを言い出しクラス全員を巻き添えにしたことも。また、恋愛関係にも疎い（菫曰く「昔からもてる癖に鈍い」）。
もともと常連だったさらさをアルバイトとして雇っていて、しっかり者の彼女に支えられることも多い。採算度外視（本人曰く「どうしようもない位」）の経営を続けてきたため、七夕祭りを最後に店を辞めようとしたが、さらさに涙ながら説得され経営を続ける事を決意した。その後、さらさと経営を続けていくうちに自分を支えてくれる彼女に淡い好意を抱き始め、常連客の2人の老婦人の言葉や、菫の後押しもあり、さらさに50年後も一緒にいてという思いの籠もったお揃いの指輪をプレゼントした。
電話を使う事が苦手で、携帯電話を持っておらず、FAXも不得意だったが、さらさが作った困った時マニュアルを見て、少し克服した。
姓の由来は大犬座及び子犬座から。
獅子尾 ハル（ししお ハル）
声：浅川悠
さらさの友人で高校生、17歳。軽くウェーブがかった褐色のボブカットと黒淵の眼鏡が特徴（40年後（57歳）は肩近くまで伸びている）。情報を集めることに快感を覚える性格で、情報屋を自認している。さまざまなジンクスを紹介する『ハルのジンクスハウス』というサイトを運営している。日乃夏からは「ハルるん」と呼ばれている。悪戯心が強く真面目な人間をからかうのが好きで、さらさとは喧嘩友達のお調子者だが友情に厚い。男勝りな口調が特徴。
姓の由来は獅子座から。
白鳥 日乃夏（しらとり ひのか）
声：こやまきみこ
さらさの友人で高校生、16歳。銀髪のロングヘアが特徴（40年後（56歳）はウェーブをかけている）。常に笑顔を絶やさず、明るくて騒がしい性格。子供っぽいところもあるが、実家が工務店で、本人も本職顔負けの腕前を持っており、主に木工中心の日曜大工を趣味としている。ハルに「企画に向いているが向いてない…」と言われるほど発想力に乏しい。人懐っこく、友人が多い。
一人称は基本的に「日乃夏」だが、『飴色紅茶館閑談』、12話では「私」を使っている。
姓の由来は白鳥座から。
雨川 菫（あめかわ すみれ）
芹穂の高校時代の同級生、25歳。肩近くまで伸びたセミロングヘアが特徴。ボーイッシュかつ行動力があるしっかり者だが、芹穂をからかう茶目っ気も持ち合わせる。また、高校時代は芹穂に好意を抱いていたが、叶わなかった。現在は海外で料理を勉強中だが、一時帰国の際に紅茶館に立ち寄り、少しの交流の中で芹穂とさらさが両想いである事に気づき、彼女たちのデートのセッティングをした。
姓の由来は天の川から（天の川→あまのがわ→あまがわ→あめがわ→あめかわ→雨川）。
早乙女 愛華（さおとめ まなか）
声：田村ゆかり
ドラマCD第1弾から登場。ロリータファッションに身を包んだ漫画家。縦ロールの褐色のツインテールが特徴。お姫様タイプな性格。自身が連載している人気の百合漫画のマンネリ化により人気が低迷していたところを担当として新しく赴任してきた詩子とさらさたちの助力により人気が回復するが、それが原因で担当が編集長に変わってしまい、詩子と一緒に漫画を作れなくなると察し、互いが離れたくないと再認識した後、自分のスタジオを作り、雑誌社から詩子を引き抜き、彼女を自分の専属マネージャーとした。
本編でもモブキャラとして登場している。
姓の由来は乙女座から。
南城 詩子（なんじょう しいこ）
声：堀江由衣
ドラマCD第1弾から登場。雑誌社の新人編集者。軽くウェーブのかかった銀髪のボブカットと黒淵の眼鏡が特徴。百合漫画を愛しており、熱が上がると自分の好きなセリフを読み上げる癖がある。人気が低迷していた愛華の漫画をさらさたちのアドバイスに基づき、二人三脚で人気を回復させるが、人気が出たことで新人には荷が重いという理由で担当から外されそうになるが、愛華に引き抜かれる形で彼女のスタジオで働きながら一緒に漫画を描くようになる。
愛華同様、本編でもモブキャラとして登場している。
姓の由来は南十字星から（南十字星→南十→みなみじゅう→なんじゅう→なんじょう→南城）。モデルはコミック百合姫の担当記者（現在は副編集長）。
小熊 珠李（おぐま しゅり）
声：寿美菜子
ドラマCD第2弾に登場。関西在住の高校3年生。愛華の漫画の大ファン。聖地巡業と受験のため、クリスマス1週間前に東京都へ上京、紅茶館に行った際に咲雪と出会い、彼女と共に客数増加による紅茶館の短期バイトを通じて交流を深める。バイトの最終日、実家に帰るために咲雪と共に駅に向かっている最中に彼女から告白されかけるが、「それを聞いたら帰れなくなるから」とあえてそれを断った。
さらさ同様、紫野製菓学校への進学を予定している。
姓の由来は小熊座から。
鷲塚 咲雪（わしづか さゆき）
声：悠木碧
ドラマCD第2弾に登場。さらさの同級生。愛華の漫画の大ファンで、作中に登場する「水色紅茶館」のモデルが飴色紅茶館だと気づき、ついネット上にモデルになった店として紹介してしまい、聖地巡業をする客を増やしてしまう。そのことに自責の念を感じるが、珠李の後押しもあり、さらさと芹穂、愛華に謝罪した後、珠李と共にクリスマスまでの短期バイトとして働き出す。その期間一緒にいた珠李に惹かれていき、バイトの最終日の夜に実家に帰る彼女に告白するが断られる。
姓の由来は鷲座から。

## 変更点
- 犬飼芹穂の名前が、当初は「麦星芹穂」（むぎほし せりほ）だった。
- 2003年に発表された「飴色紅茶館歓談」では芹穂の姓は登場しておらず、2005年発表の番外編「飴色紅茶館茶話」で、麦星芹穂と表記されているが、2006年発売『ことのはの巫女とことだまの魔女と』限定版付属ドラマCDの担当声優では「犬飼芹穂：ゆかな」になっており、以後全て「犬飼芹穂」で統一されている。また、2003年発表の「飴色紅茶館歓談」が再録された、『コミック百合姫』Vol.5（2006年夏号）の付録小冊子では、キャラクター紹介ページに「犬飼芹穂」と明記されている。しかし、2007年1月6日発売、一迅社『月刊ComicREX』2007年2月号に再録された「飴色紅茶館茶話」では、「麦星芹穂」と表記されたままだった。

## 舞台
本作の舞台である飴色紅茶館は、東京都紫野市（現実世界における武蔵野市にあたる架空の地名）に構えており（2004年に建てられ、さらさもその年に初来店している）、特徴としては当初はお菓子やデザートよりもお茶に力を入れる喫茶店だったが、さらさが来てからは食べ物も充実してきている他、日乃夏によってテラス席が追加された。また、季節ごとに多様なイベントを開いている。

## 他作品との関係
著者の他作品の多く（『ティンクルセイバーNOVA』は除く）で飴色紅茶館が登場している。
特におなじ紫野市を舞台とする『ことのはの巫女とことだまの魔女と』と『AliceQuartet』では、前者は単行本限定版付属ドラマCD、及び市販されたドラマCD 「マドリガル・ハロウィン」においてはキャラクター全員が登場し、後者は単行本1巻の書き下ろしにおいて一部のキャラクター及び服の名称が登場している。また、前者の作中にも飴色紅茶館が登場し、そこの店員として芹穂とさらさが描かれている。
また本作から40年後に当たる『ティンクルセイバー』では、単行本1巻の「first flash」、単行本2巻の12話において一部のキャラクターが登場している（前者に関しては藤枝曰く「紅茶館に来たのは九行家の先々代に当たる」とのこと）。なお、さらさ達が着ている制服は同漫画ではやなたちが着る制服と同じ形状である。

## 書誌情報
- 藤枝雅 『飴色紅茶館歓談』一迅社〈百合姫コミックス〉、全2巻
  1. 2009年8月5日初版発行（2009年7月25日発売）、ISBN 978-4-7580-7046-1 / 限定版 ISBN 978-4-7580-7047-8
  2. 2011年12月1日初版発行（2011年11月18日発売）、ISBN 978-4-7580-7167-3 / 限定版 ISBN 978-4-7580-7168-0

また、2018年6月末に未収録作品も収録した完全版の発売を予定されていたが、諸事情により9月末に延期。その後、延期を繰り返した後、発売中止となった。